# Abdera, Spania
Abdera (τὰ Ἄβδηρα, la Strabo; Ἄβδαρα, la Ptolemeu; τὸ Ἄβδηρον, la Ephorus, după Stephanos din Bizanț) a fost un oraș antic situat pe coasta meridională a Spaniei, între Malaca (în prezent Málaga) și Carthago Nova (în prezent Cartagena), într-o regiune locuită de către Bastuli.
A fost înființat de către cartaginezi ca port comercial și - după o perioadă de declin - a devenit, sub romani, unul dintre orașele cele mai importante din provincia Hispania Baetica. Orașul antic era situat pe o colină în apropierea localității moderne Adra din Andaluzia.
Cele mai vechi monede ale orașului conțineau inscripția abdrt în limba feniciană, cu capul divinității Melkart și imaginea unui ton; monedele din perioada împăratului roman Tiberius înfățișează templul principal al orașului, și doi toni ridicați în formă de coloane.